# Список глав государств в 764 году
Список глав государств в 763 году — 764 год — Список глав государств в 765 году — Список глав государств по годам

## Африка
- Гао — Карей, дья (ок. 750 — ок. 780)
- Ифрикия — Мухаммад ибн аль-Ашат аль-Хузаи, наместник (762 — 765)
- Макурия — Кириак II, царь (ок. 760 — ок. 768)
- Некор[англ.] — Саид I ибн Идрис, эмир[англ.] (760 — 803)
- Сиджильмаса — Иса ибн Йазид ал-Асвад, эмир (757 — 772)

## Америка
- Шукууп (Копан) — Йаш-Пасах-Чан-Йо’паат, царь (763 — ок. 810)
- Яшчилан (Пачан) — Яшун-Балам IV, божественный царь (752 — 771)

## Азия
- Абхазия (Абазгия) — Леон I, князь (ок. 745 — 767)
- Аббасидский халифат — Абу Джафар аль-Мансур, халиф (754 — 775)
- Армянский эмират — Смбат VII Багратуни, ишхан (761 — 772)
- Бохай (Пархэ) — Да Циньмао (Вэнь-ван), ван (737 — 793)
- Грузия — 
  - Картли — Нерсе, эрисмтавар (760 — 780)
  - Кахетия — Арчил, князь[англ.] (736 — 786)
  - Тао-Кларджети — Адарнас, князь (742 — 779)
- Дханьявади — Тюрия Кету, царь[англ.] (746 — 788)
- Индия — 
  - Венги (Восточные Чалукья) — Виджаядитья I, махараджа (755 — 772)
  - Гурджара-Пратихара — Нагабхата I, махараджа (ок. 750 — ок. 780)
  - Западные Ганги — Шрипуруша, махараджа (726 — 788)
  - Кашмир — Ваярадитья, махараджа[нем.] (ок. 760 — 768)
  - Пала — Гопала, царь (750 — 770)
  - Паллавы (Анандадеша) — Паллавамалла Нандиварман II, махараджа (733 — 795)
  - Пандья — Мараварман Райясимха I, раджа (735 — 765)
  - Раштракуты — Кришнараджа I Акалаварша, махараджадхираджа (756 — 772)
- Индонезия — 
  - Матарам (Меданг) — Панкапана, шри-махараджа (760 — 780)
  - Сунда — Ракейян Банга, король (739 — 766)
  - Шривиджайя — Дармасету, махараджа (742 — 775)
- Китай (Династия Тан) — Дай-цзун (Ли Ю), император (762 — 779)
- Наньчжао — Шэньу-хуанди (Мэн Гэлофэн), ван (748 — 779)
- Паган — Шве Хмаук, король[англ.] (762 — 785)
- Раджарата (Анурадхапура) — Аггабодхи VI, король (741 — 781)
- Силла — Кёндок, ван (742 — 765)
- Табаристан (Баванди) — Сорхаб II, испахбад (752 — 771)
- Тибет — Тисонг Децэн, царь (755 — 797)
- Тямпа — Притхиндраварман, князь (ок. 758 — ок. 770)
- Уйгурский каганат — Идигянь, каган (759 — 780)
- Ченла — Раджендраварман I, король (760 — 780)
- Япония — 
  - Дзюннин, император (758 — 764)
  - Сётоку, императрица (764 — 770)

## Европа
- Англия — 
  - Восточная Англия — Этельред I, король (ок. 760 - ок. 790)
  - Думнония — Каврдол ап Дифнвел, король (750 — 770)
  - Кент — 
    - Эдберт II, король (762 — 764)
    - Эгберт II, король (764 — 779)
    - Хэберт, король (764 — 785)
    - Эрдвульф, король (748 — 767)

  - Мерсия — Оффа, король (757 — 796)
  - Нортумбрия — Этелвалд Молл, король (759 — 765)
  - Уэссекс — Киневульф, король (757 — 786)
  - Хвикке — 
    - Ухтред, король (756 — 770)
    - Элдред, король (756 — 778)

  - Эссекс — Сигерик, король (758 — 798)
- Астурия — Фруэла I Жестокий, король (757 — 768)
- Болгарское царство — Телец, хан (762 — 765)
- Венецианская республика — 
  - Доменико Монегарио, дож (756 — 764)
  - Маурицио Гальбао, дож (764 — 787)
- Византийская империя — Константин V, император (741 — 775)
  - Неаполь — Стефан II, герцог (755 — 766)
- Волжская Булгария — Ирхан, хан (ок. 710 — ок. 765)
- Дания — Рагнар Лодброк, король (756 - 794)
- Ирландия — Ниалл Фроссах, верховный король (763 — 770)
  - Айлех — Ниалл Фроссах, король (743 — 770)
  - Коннахт — 
    - Айлил Медрайге, король (756 — 764)
    - Дуб Иннрехт, король (764 — 768)

  - Лейнстер — Келлах мак Дунхада, король (760 — 776)
  - Миде — Фалломон мак Кон Конгалт, король (763 — 766)
  - Мунстер —  Катуссах мак Этерскел, король (742 — ок. 766)
  - Ольстер — Фиахна мак Аэд, король (750 — 789)
- Кордовский эмират — Абд ар-Рахман I, эмир (756 — 788)
- Лангобардское королевство — Дезидерий, король (756 — 774)
  - Беневенто — Арехис II, герцог (758 — 774)
  - Сполето — Теодиций, герцог (763 — 774)
  - Фриуль — Петр, герцог (751 — 774)
- Папская область — Павел I, папа римский (757 — 767)
- Приморская Хорватия — Будимир, князь (740 — 785)
- Уэльс —
  - Брихейниог — Ноуи ап Мадог, король (760 — 770)
  - Гвент — Фарнвайл II ап Ител, король (755 — 775)
  - Гвинед — Карадог ап Мейрион, король (754 — 798)
  - Гливисинг — Гуриад ап Брохвайл, король (755 — 785)
  - Дивед — Маредид ап Теудос, король (760 — 798)
  - Поуис — Брохвайл ап Элисед, король (755 — 773)
  - Сейсиллуг — Дивнуал ап Артуис, король (735 — 770)
- Франкское королевство — Пипин Короткий, король (751 — 768)
  - Аквитания и Васкония — Вайфар, герцог (748 — 768)
  - Бавария — Тассилон III, герцог (748 — 788)
  - Макон — Тьерри I, граф (733 — 791)
  - Овернь[англ.] — Шилпинг, граф (763 — 765)
  - Отён — Тьерри I, граф (733 — 791)
  - Шалон — Адалард, граф (733 — ок. 765)
- Фризия — Радбод II, король (760 — 775)
- Хазарский каганат — Багатур, каган (760 — 786)
- Швеция — Сигурд Ринг, король (ок. 750 — ок. 770)
- Шотландия —
  - Пикты — Киниод I, король (763 — 775)
  - Стратклайд (Альт Клуит) — Эугейн ап Думнагуал, король (760 — 780)

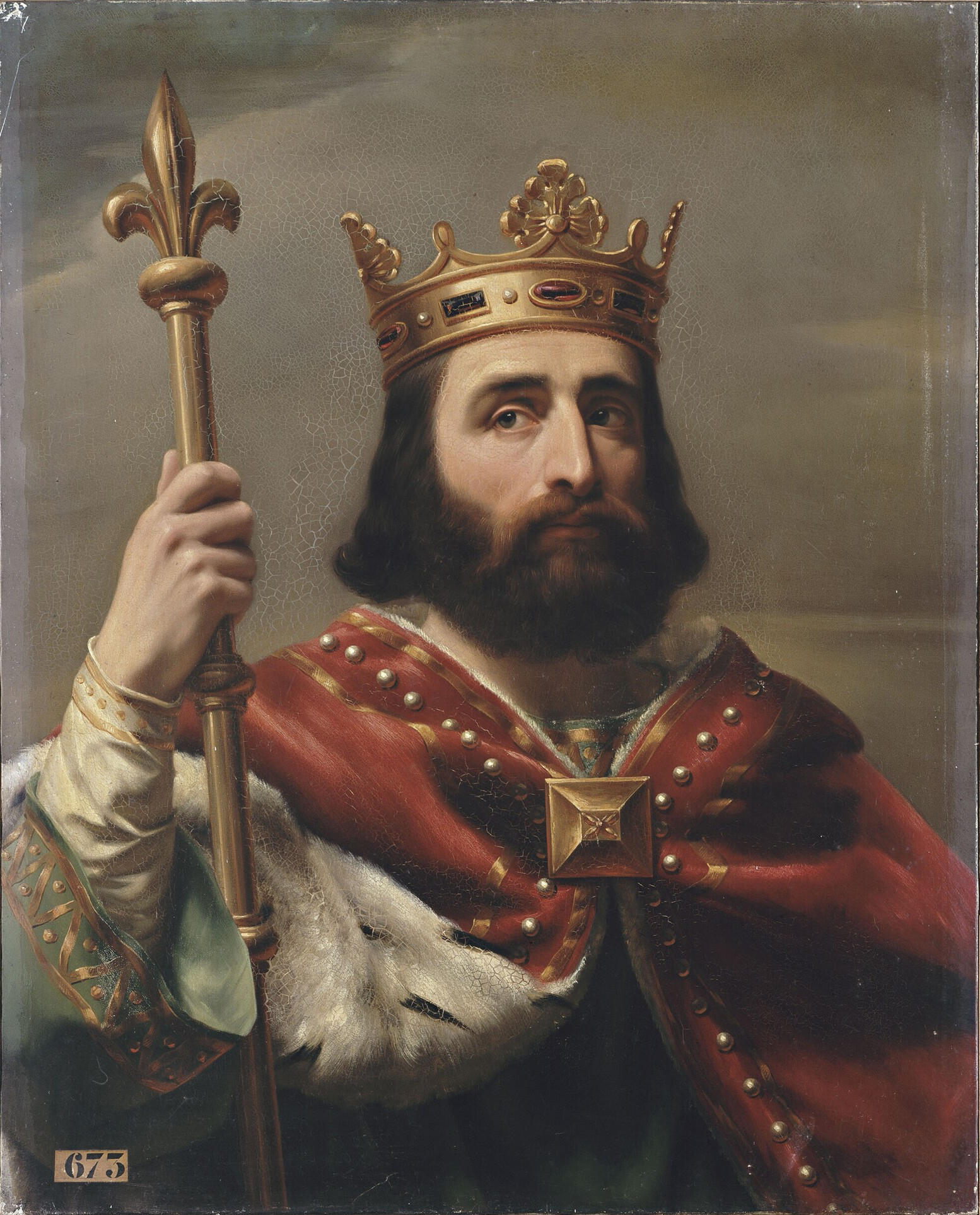
Пипин Короткий 751-768 Король франков
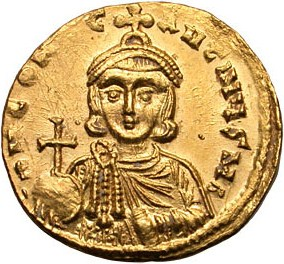
Константин V 741-775 Император Византии
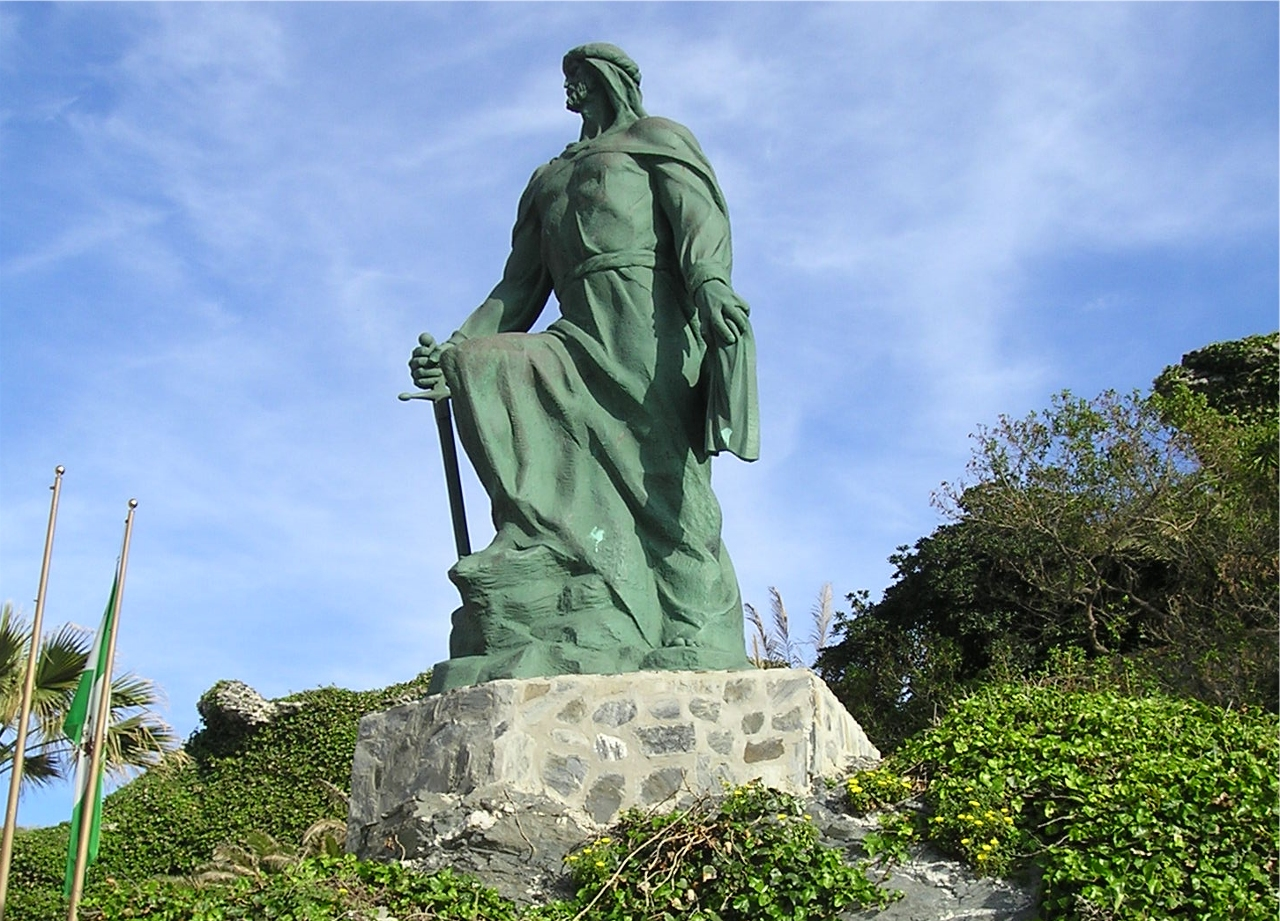
Абд ар-Рахман I 756-788 Эмир Кордовы
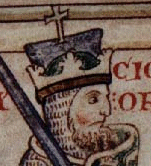
Оффа 757-796 Король Мерсии
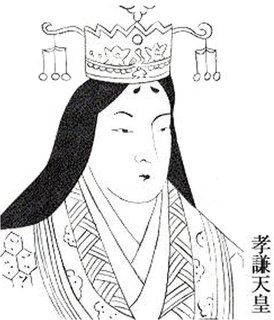
Сётоку 764-770 Императрица Японии
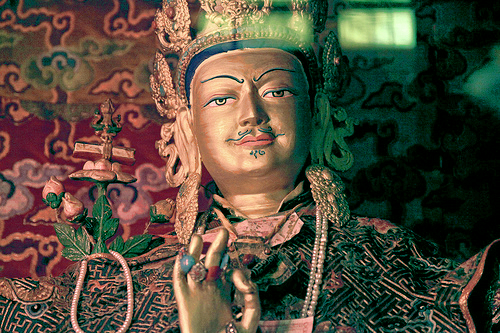
Тисонг Децэн 755-797 Царь Тибета
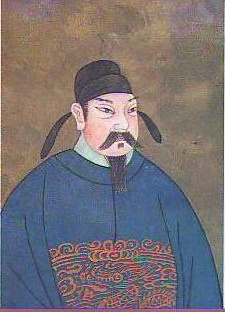
Дай-цзун 762-779 Император Китая
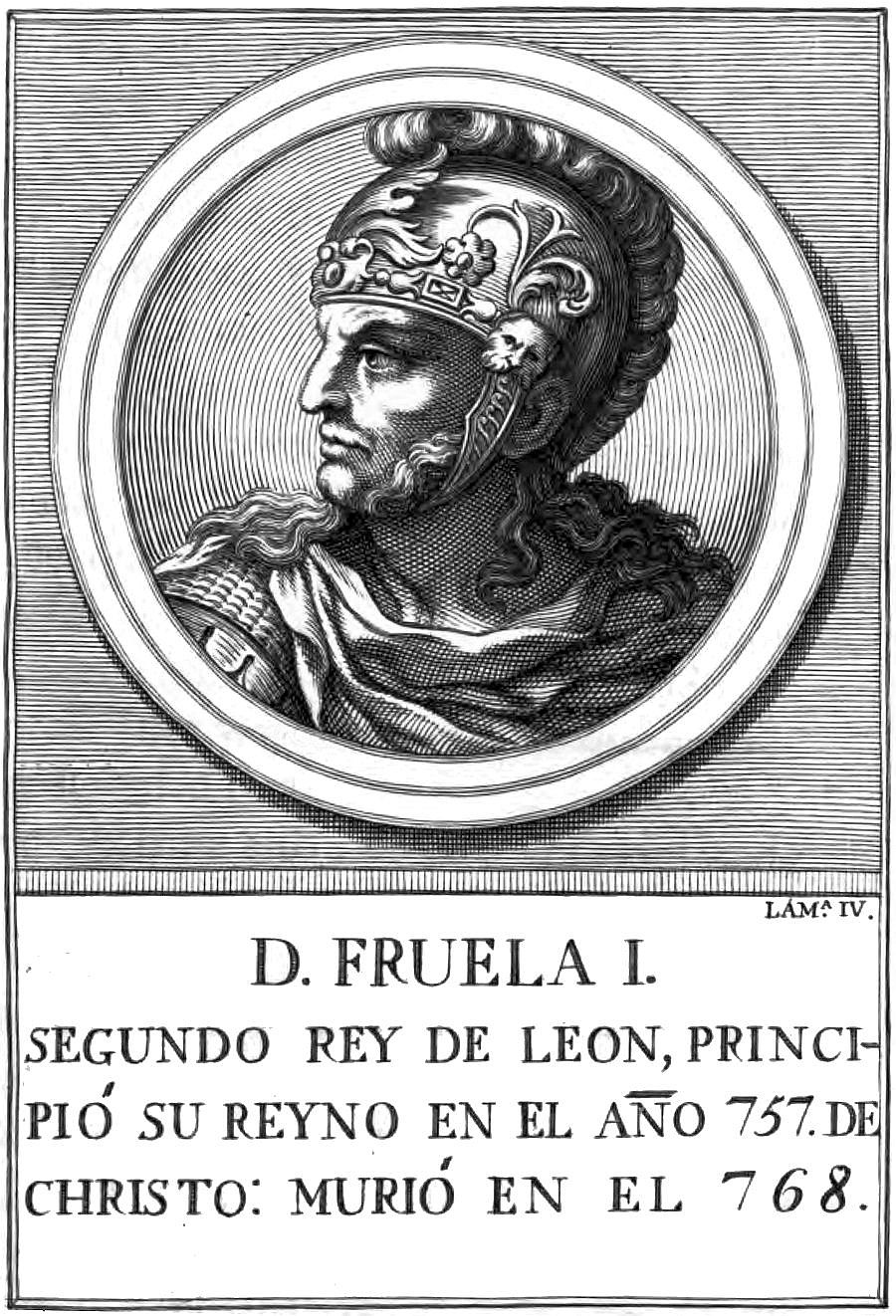
Фруэла I 757-768 Король Астурии
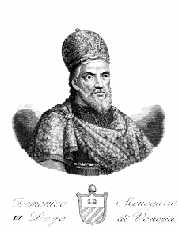
Доменико Монегарио 756-764 Дож Венеции
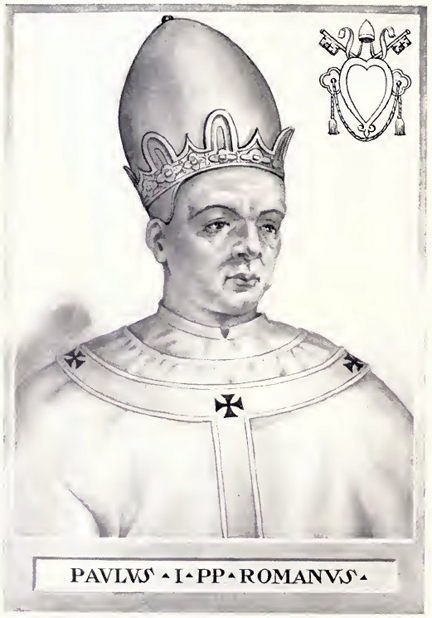
Павел I 757-767 Папа римский